# Cerithiovermetus vinxi
Cerithiovermetus vinxi là một loài ốc biển, là động vật thân mềm chân bụng sống ở biển trong họ Vermetidae.